# Lime (by)
 For alternative betydninger, se Lime. (Se også artikler, som begynder med Lime)
Lime er en landsby på det vestlige Djursland med 393 indbyggere  (2024). Lime er beliggende 12 kilometer nordvest for Mørke og 18 kilometer sydøst for Randers. Fra Aarhus er der 35 kilometer mod nord til Lime.
Byen ligger i Region Midtjylland og hører under Syddjurs Kommune. Lime er beliggende i Lime Sogn.
I Lime ligger Lime Kirke.
Fodbold afdelingen i Idrætsforeningen IF Ådalen har baner og klubhus i Lime.